# Condado de Bryan (Oklahoma)
O Condado de Bryan é um dos 77 condados do estado norte-americano do Oklahoma. A sede do condado é Durant, que é também a sua maior cidade.
O condado tem uma área de 2443 km² (dos quais 89 km² estão cobertos por água), uma população de 36 534 habitantes, e uma densidade populacional de 18 hab/km² (segundo o censo nacional de 2000). O condado foi fundado em 1890 e recebeu o seu nome em homenagem a político William Jennings Bryan. É o único condado dos Estados Unidos homenageado com um nome de político populista.
O condado divide as mesmas fronteiras com a Área Micropolitana de Durant. É sede da Nação Choctaw de Oklahoma sediada em Durant. O condado possui como comunidades Albany, Bennington, Bokchito, Brown, Caddo, Calera, Colbert, Kemp, Matoy e Speairs.

## Condados adjacentes
- Condado de Atoka (norte)
- Condado de Choctaw (leste)
- Condado de Lamar, Texas (sudeste)
- Condado de Fannin, Texas (sul)
- Condado de Grayson, Texas (sudoeste)
- Condado de Marshall (oeste)
- Condado de Johnston (noroeste)

## Cidades e vilas
- Achille
- Armstrong
- Bennington
- Bokchito
- Caddo
- Calera
- Cartwright
- Colbert
- Durant
- Hendrix
- Kemp
- Kenefic
- Mead
- Platter
- Silo